# Джалилов, Сакит
Сакит Джалилов (азерб. Sakit Cəlilov) — азербайджанский борец греко-римского стиля.

## Карьера
В январе 2008 года в Москве стал бронзовым призёром Гран-при Ивана Поддубного. В феврале 2012 года в иранском городе Кум стал победителем Мемориала Имама Ядыгяра. В мае 2012 года попал в состав сборной Азербайджана на Кубок мира в Саранске, где стал бронзовым призёром. В сентябре 2012 года в Баку, уступив в финале Камрану Мамедову, стал серебряным призёром финала Голден Гран-при. В ноябре 2012 года в Москве стал финалистом Кубка Европейских наций в команде.

## Спортивные результаты
- Чемпионат Европы по борьбе среди кадетов 2003 — 14;
- Гран-при Ивана Поддубного 2008 — ;
- Кубок мира по борьбе 2012 — ;
- Кубок мира по борьбе 2012 (команда) — 4;
- Кубок мира по борьбе 2013 — 12;
- Кубок мира по борьбе 2013 (команда) — 7;